# Pardosa balaghatensis
Pardosa balaghatensis är en spindelart som beskrevs av Gajbe 2004. Pardosa balaghatensis ingår i släktet Pardosa och familjen vargspindlar. Inga underarter finns listade i Catalogue of Life.